# Johann Ritter von Bézard

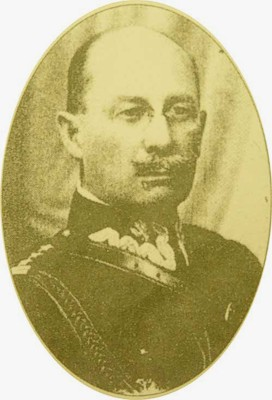
Jan Bézard in polnischer Uniform etwa 1930

Johann Baptist Andreas Caesar Ritter von Bézard (* 5. Mai 1871 in Krakau, Galizien; † 9. März 1954 in Wien-Landstraße) war ein k. u. k. und später polnischer Offizier. Er war der Erfinder des berühmten, nach ihm benannten Bézard-Marschkompasses.

## Lebenslauf
Johann Ritter von Bézard wurde am 5. Mai 1871 in Krakau, damals im österreichischen Galizien (heute südl. Polen) geboren. Sein Vater war der k.u.k.-Oberst Jan (Johann) Bézard, der als Major im II. Bataillon des k.u.k. Galizischen Infanterie Regiments „Heinrich Prinz von Preußen“ Nr. 20 in Neu Sandez für seine Verdienste im Krieg von 1866 mit dem Orden der Eisernen Krone 3. Klasse ausgezeichnet wurde, womit der erblichen Ritterstand verbunden war.
Johann von Bézard besuchte Schulen in Znaim und Bielitz sowie militärische Ausbildungsstätten in Kaschau  und in Mährisch Weißkirchen. Sein eigentliches militärisches Studium absolvierte er 1889–1892 an der Theresianischen Militärakademie in Wiener Neustadt und 1895–1897 an der Kriegsschule in Wien.
Nach einigen Jahren im aktiven Dienst in Tarnau war er 1905 bis 1911 Professor für Topographie und Kartographie an der Theresianischen Militärakademie und der Höheren Kriegsschule in Wien.
Während dieser Zeit entwickelte er das Grundmodell eines Feldkompasses (1902 patentiert), das er selbst vertrieb. Wenige Jahre später wurde der Kompass, von einer deutschen Firma wesentlich verbessert und als Armeemodell 1910 bezeichnet, in großer Serie produziert.

### Militärische Laufbahn
Zum Beginn des Ersten Weltkrieges befehligte er das 2. Bataillon des 2. Tiroler-Jäger-Regiments „Kaiserjäger“. Er wurde 1914 verwundet und kam in russische Gefangenschaft. Dort erkrankte er an der Spanischen Grippe. Als Invalide wurde er 1918 gegen russische Gefangene ausgetauscht und kehrte nach Österreich zurück, wo er sich weiter in Infektionskrankenhäusern aufhielt.
Nach seiner Beförderung zum Oberst wurde er Kommandant seines alten Regiments, den 2. Tiroler-Kaiserjägern und am 14. Juli 1918 trotz Krankheit zur 10. Armee an die italienische Front kommandiert, wo man ihn zum Befehlshaber des „Borcola-Abschnitts“ ernannte. In dieser Zeit kam es zu einem plötzlichen starken Krankheitsrückfall und ab dem 5. November 1918 wurde er im Krankenhaus bis zu seiner militärischen Pensionierung am 1. März 1919 behandelt.
Nach dem Zusammenbruch des Kaiserreichs und der Gründung eines polnischen Staates ging er in seine ursprüngliche Heimat zurück und beteiligte sich am Polnisch-Sowjetischen Krieg (1919–1921). Dafür erhielt er die Medaille Polska Swemu Obrońcy (Verteidiger Polens). Auf Grund seiner militärischen Fachausbildung wurde er mit dem Dienstgrad eines Generalstabsobersts in die polnische Armee aufgenommen. Er war Dozent für Topographie und danach Abteilungsleiter am militärgeographischen Institut in Warschau. Für 1925 ist er als Stellvertretender wissenschaftlicher Direktor an der Wyższa Szkoła Wojenna – etwa: „Höhere Kriegsschule“ (Warschau, ul. Koszykowej 79) genannt.
Er wurde 1927 pensioniert und blieb auf seinem Gut in Polen. 1946 wurde sein Vermögen zusammen mit dem Anwesen durch das Dekret über die Landwirtschaftsreform Staatseigentum.
Johann Ritter von Bézard kehrte nach dem Zweiten Weltkrieg, der ihn mit seiner Frau und Tochter Margarethe in die Türkei verschlug, nach Österreich zurück. Seine Frau verstarb auf dem Weg nach Österreich, er selbst fand in einem Wiener Asylantenheim Aufnahme, wo er 1954 völlig verarmt verstarb.

## Der Bézard-Kompass
Der Bézard-Kompass wurde in verschiedenen Varianten bis 1996 produziert.

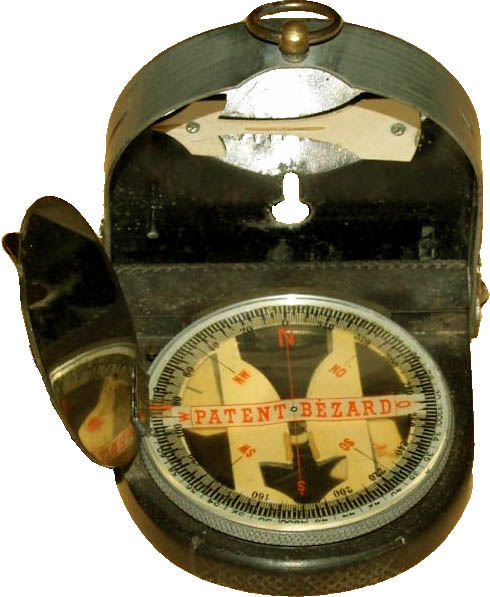
Großes Armeemodell II 1910
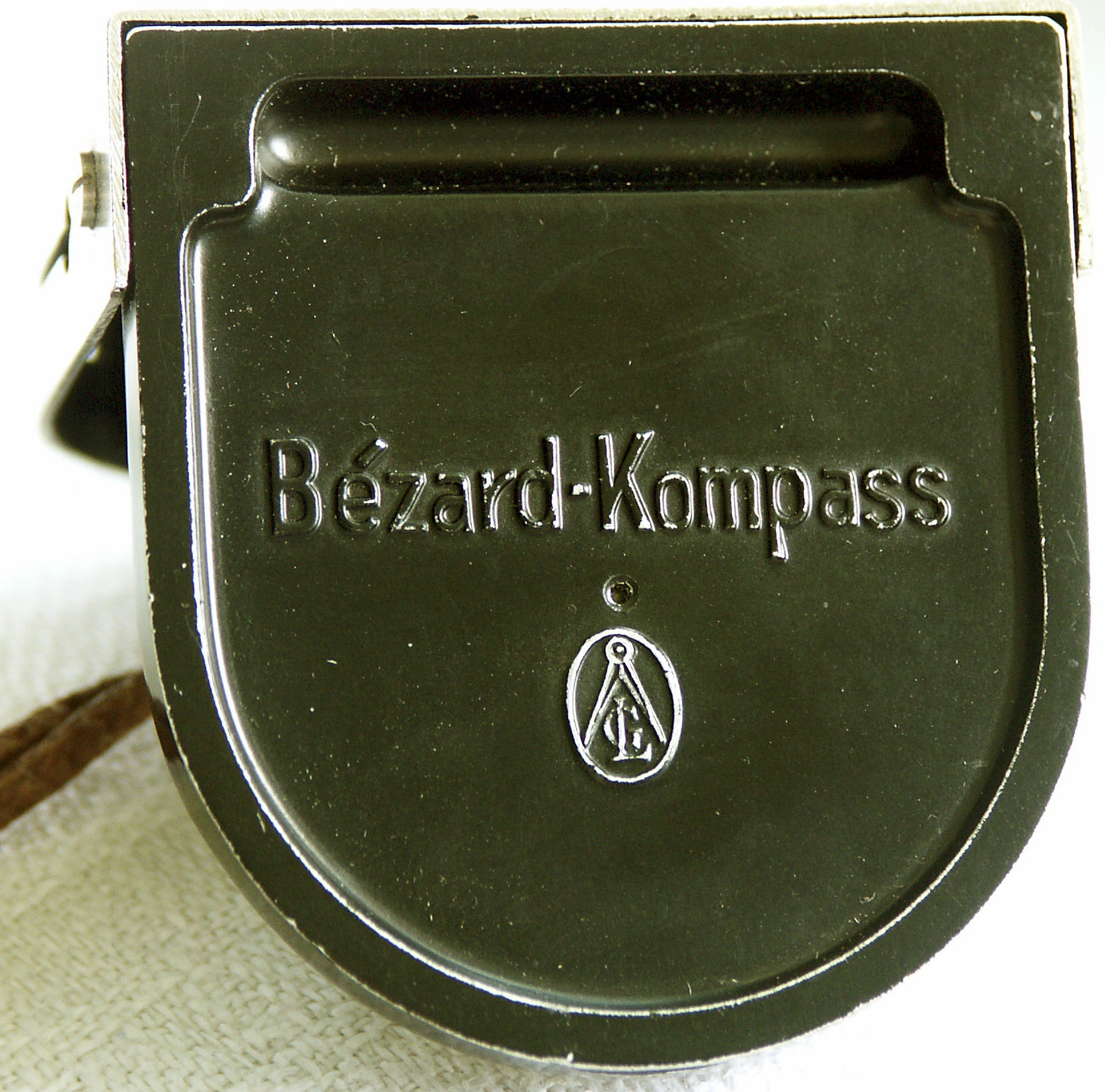
Rückseite – das Logo besteht aus einem Zirkel (= Kompass) mit den Anfangsbuchstaben des Herstellers: GL für Gotthilf LUFFT, Firmengründer der Mech. Werkstatt G. Lufft, heute G. Lufft Mess- und Regeltechnik.